# Orestes Torres
Orestes Torres (L'Avana, 26 febbraio 1987) è un cestista cubano.

## Carriera
Con Cuba ha disputato due edizioni dei Campionati americani (2011, 2015).